# Egységesített betétikamatláb-mutató
Az egységesített betétikamatláb-mutató (EBKM) a magyarországi betét jellegű pénzügyi termékek összehasonlíthatóságát biztosító, egységes módszerrel számított kamatláb. Az EBKM számításánál a kamatösszegben csak a ténylegesen kifizetendő összeg vehető figyelembe. A hatályos magyar jogszabályok szerint a hitelintézetek számára kötelező közzétenni az EBKM-et az egyes betétek összehasonlíthatósága érdekében.
Az EBKM számítási módszerét a a betéti kamat és az értékpapírok hozama számításáról és közzétételéről szóló 82/2010. (III. 25.) Kormány rendelet 1–3. melléklete határozza meg.